# 瞬け!シャイン
『瞬け!シャイン』（またたけシャイン）は、安堂友子による日本の4コマ漫画作品。

## 概要
『まんがタイムスペシャル』（芳文社）にて、2007年8月号にゲスト掲載された後、同年10月号より隔月連載、2009年8月号より2010年3月号まで毎月連載。齢800年の不老不死OL・ビクニをはじめ、変わり者の多い会社を舞台としたギャグ4コマ漫画である。

## 登場人物
ビクニ
齢800歳の不老不死OL。常にほっかむりをしている。不老不死とほっかむり以外は、特にこれといったことのない普通の人。キャラのモデルとなったのは「八百比丘尼」。800年生きているが一度も海外旅行に行った事がない。
サナダサエコ
社長秘書。眼鏡を掛けたクールな美女で、仕事もデキる女。しかしながら、どこか常識外れな部分がある。日本一優秀な秘書を目指して研鑽中。
神月キョウコ（かんづき キョウコ）
見た目はごく普通のOLだが、実は実家が神月流暗殺拳の道場で、彼女自身も代々受け継ぐ暗殺術の使い手。
灰谷（はいたに）
専務だったり部長だったりする人。ロマンスグレーの渋い男前だが、どこか抜けている。「ゴノレフ」プレイヤーの一人。
鈴木（すずき）
ゴルフ好きのハゲ頭の男性。灰谷専務に誘われ、「ゴノレフ」の世界に足を踏み入れてしまう。

## ゴノレフ
作中に登場する架空の競技で、ムー大陸の神事が起源。「神の恵みを!」を意味する古代語らしい。プレイヤーは頭に2本の羽をつけ、布をまとって骨付き肉を奪い合う。肉は試合後にプレイヤーの皆さんで美味しく食する。ゴルフの「ル」の字を「ノレ」と分割したパロディでゴノレフ・クラブをゴルフ・クラブと勘違いした人が訪れ、競技に引き込まれるというもの。

## 単行本
2012年8月現在、刊行されていない。